# Chloranthales

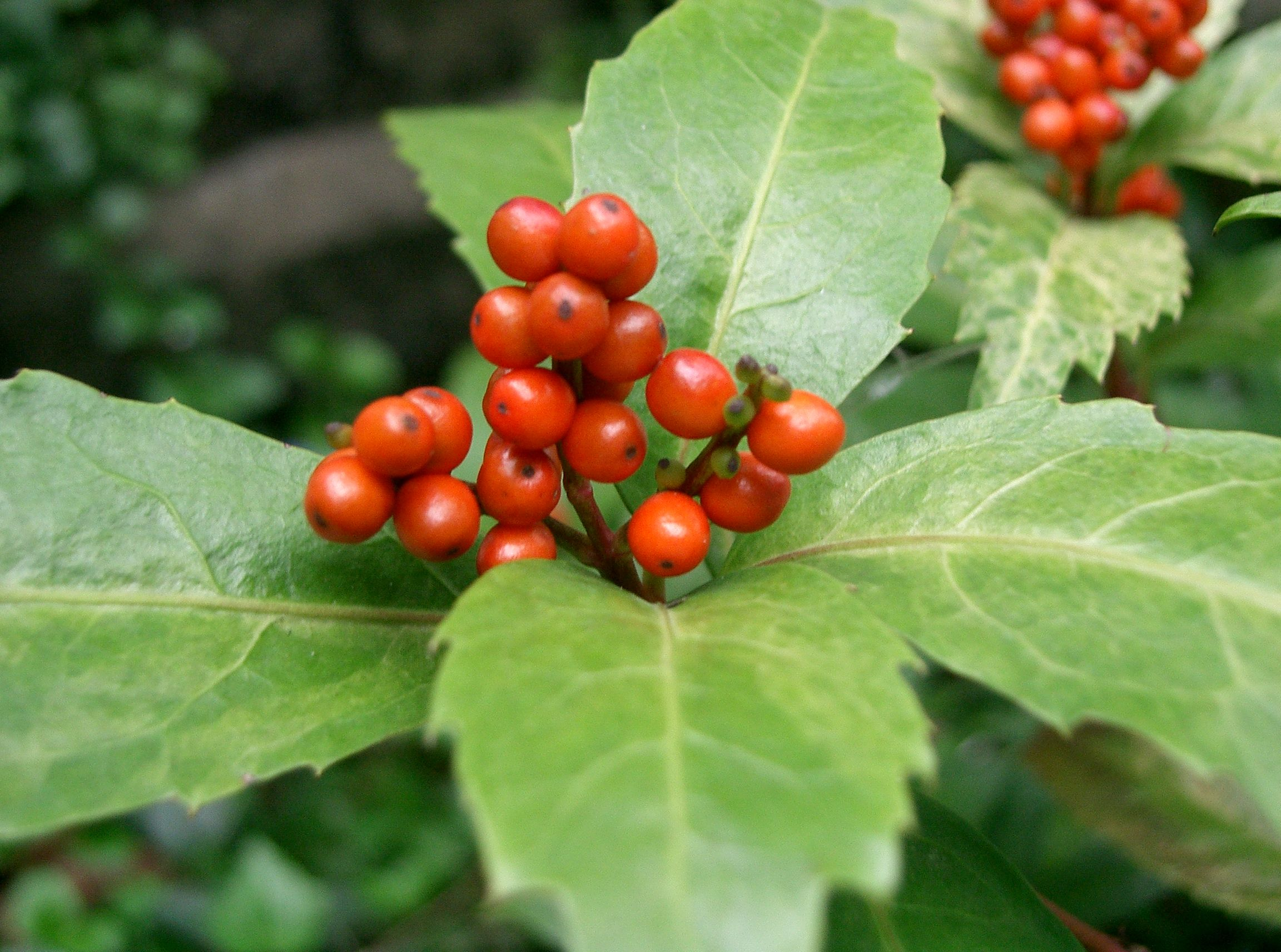
Frutos de Sarcandra glabra

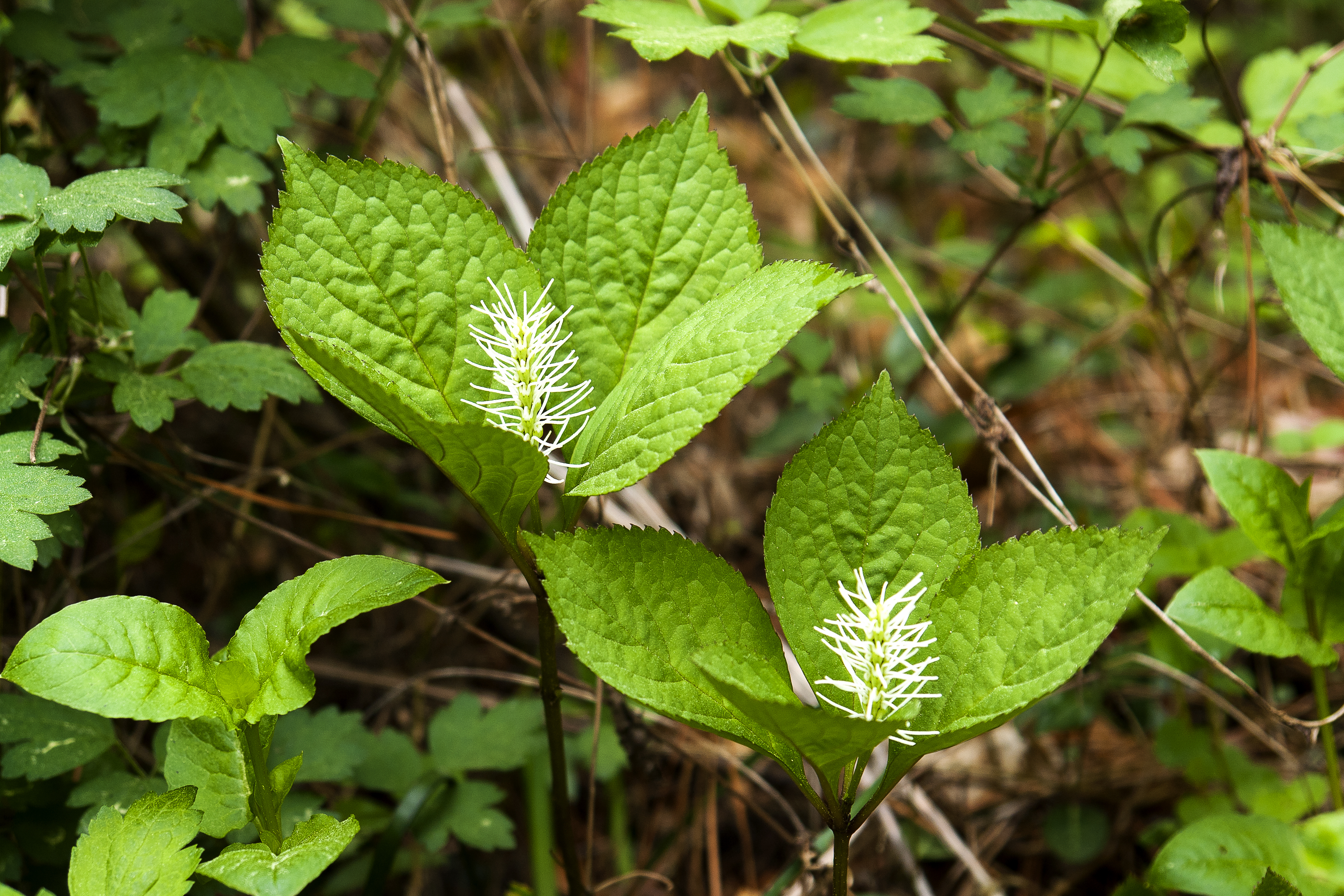
Chloranthus fortunei.

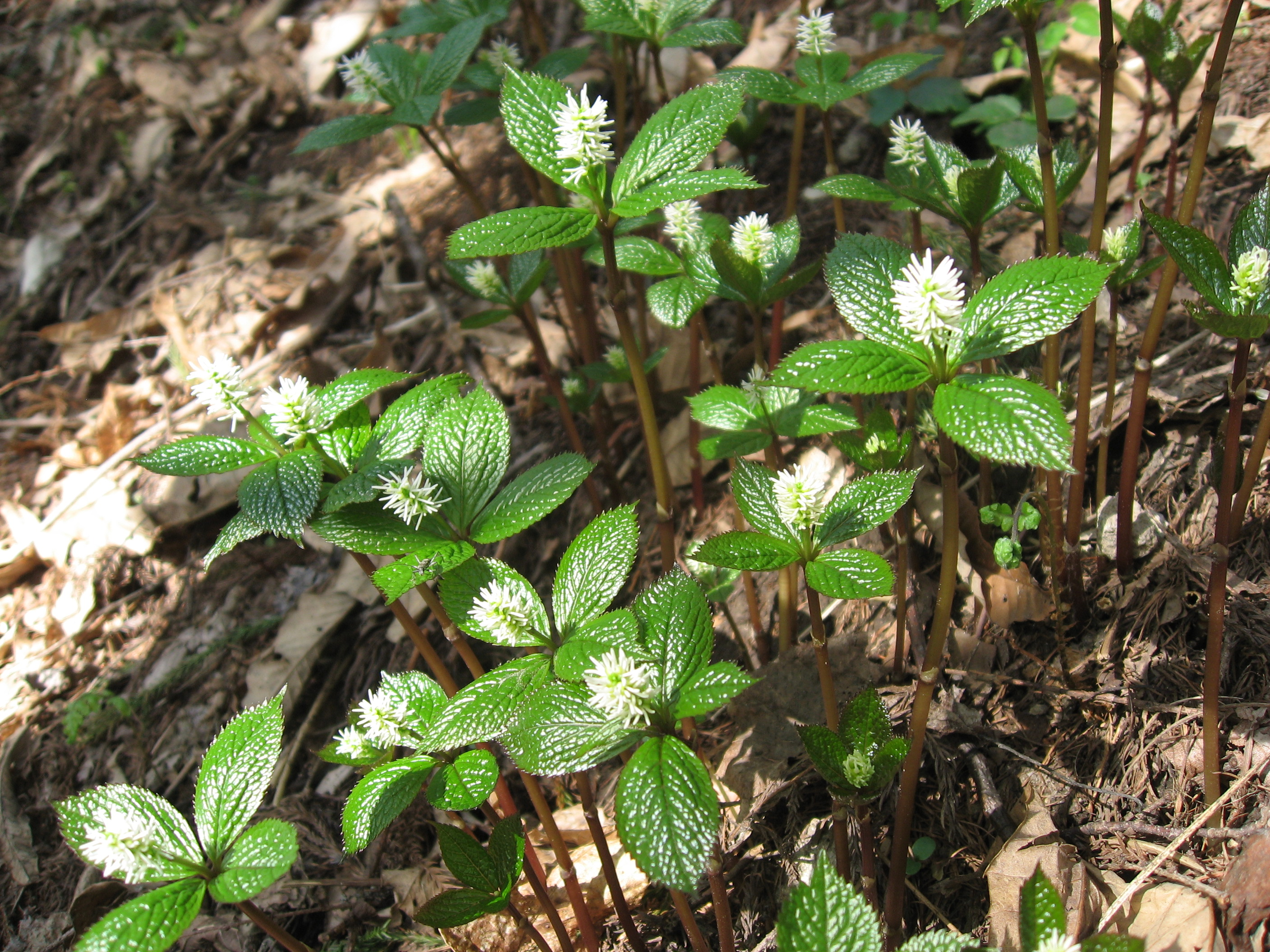
Chloranthus japonicus

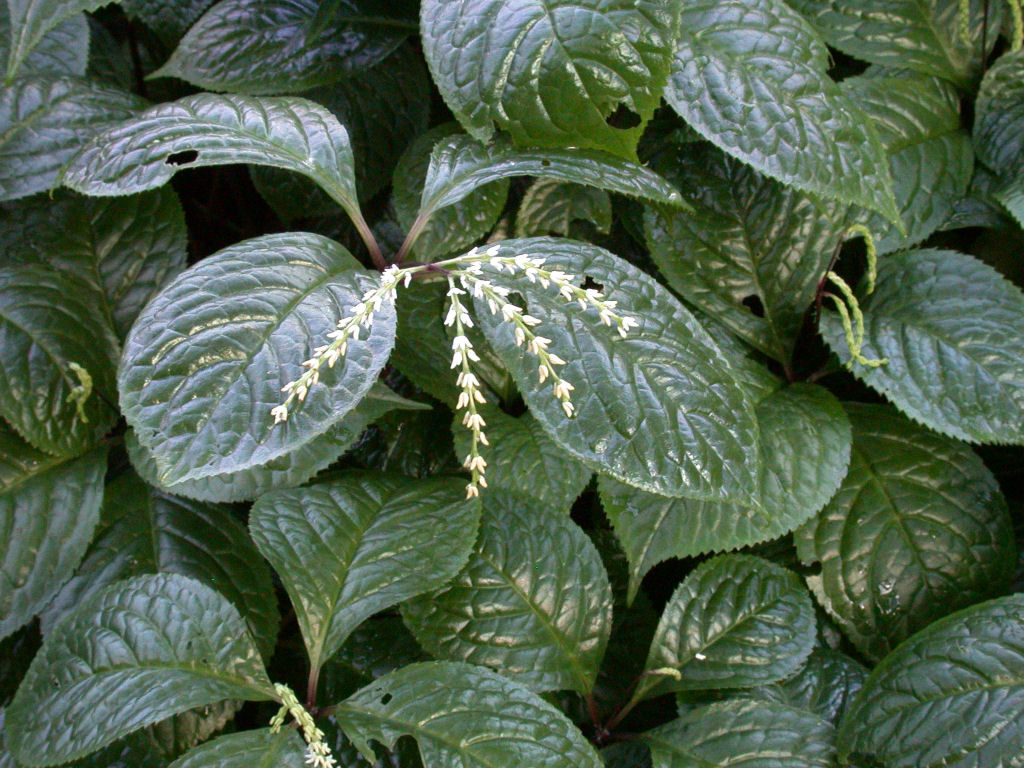
Chloranthus oldhamii

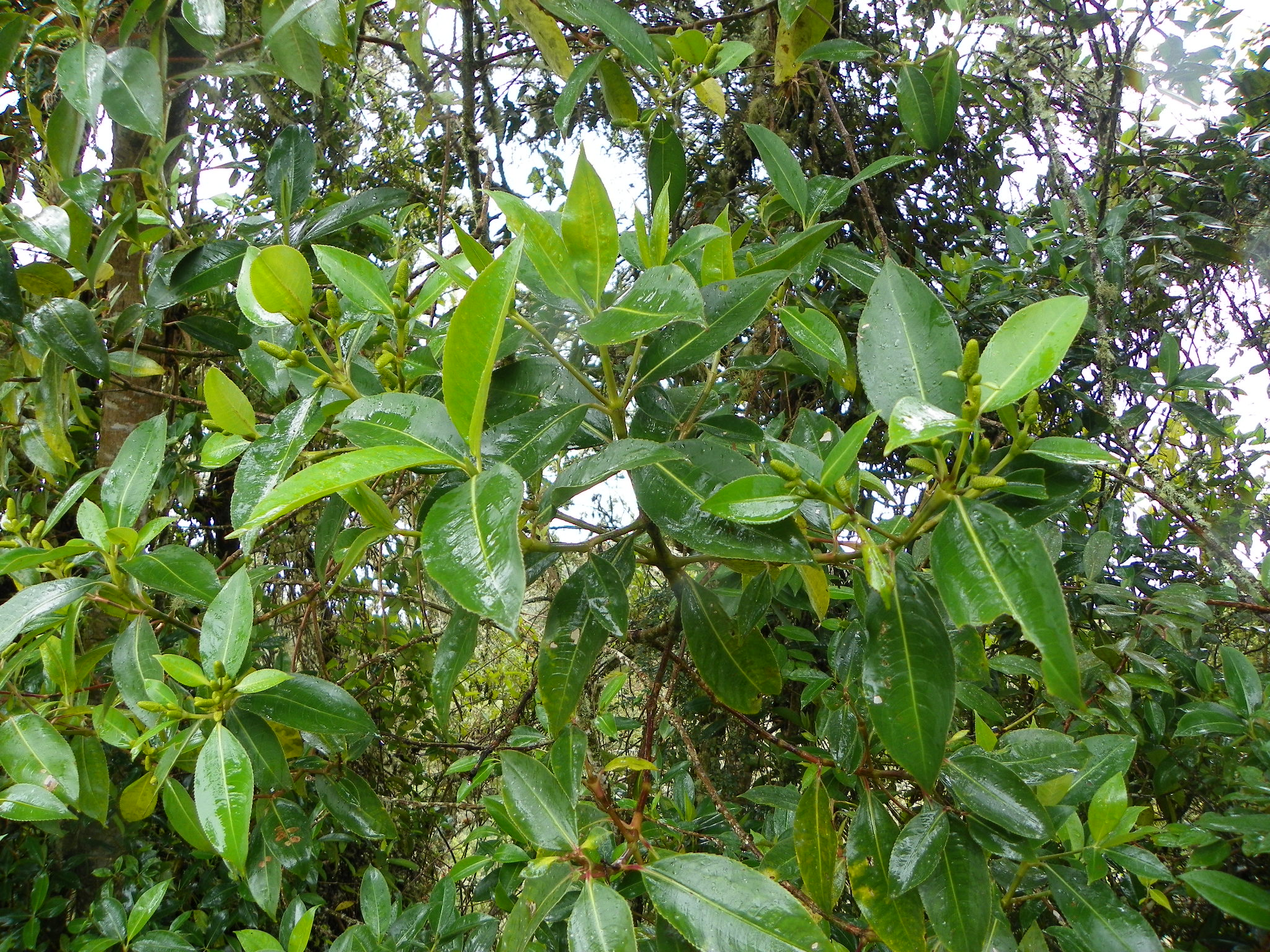
Hedyosmum racemosum

Chloranthales (nom. cons.) é uma ordem monotípica de plantas com flor, cuja única família é Chloranthaceae, constituída por quatro géneros que agrupam cerca de 80 espécies extantes, distribuídas principalmente pelo sudeste da Ásia, ilhas do oceano Pacífico até ao arquipélago das Marquesas e Nova Zelândia, Madagáscar, Américas Central e do Sul e Caribe. Os membros desta família são plantas lenhosas, ou herbáceas fracamente lenhosas, pertencentes a um clado que não está intimamente relacionada com nenhuma outra família de plantas com flor e se encontra entre as primeiras linhagens de angiospérmicas que divergiram. Algumas espécies são utilizadas na medicina tradicional das suas regiões de distribuição natural. O registo fóssil da família, representado principalmente por pólen, como os Clavatipollenites, remonta ao início da história das plantas com flor, no Cretáceo Inferior, e foi encontrado em todos os continentes.

## Descrição
As Chloranthaceae são arbustos ou plantas herbáceas fragrantes, que produzem apenas ramos laterais no novo crescimento. Os caules são maioritariamente cilíndricos, com entrenós sólidos, nós espessos em muitas espécies, onde se inserem folhas perenes com filotaxia em pares em lados opostos do caule, com estípulas que se fundem com as da folha oposta. As pequenas flores estão situadas diretamente no eixo da inflorescência. As pétalas estão ausentes nesta família e, por vezes, as sépalas também. As flores podem ser hermafroditas ou de sexos separados. O fruto é uma drupa ou baga, constituído por um único carpelo.

### Morfologia
Os membros da família Chloranthaceae apresentam as seguintes características morfológicas comuns:
- Hábito: plantas arbóreas, às vezes grandes, arbustivas, subarbustivas ou herbáceas, aromáticas, com células de óleos essenciais. São maioritariamente plantas lenhosas de folha perene: frequentemente arbustos ou pequenas árvores com madeira macia. Algumas espécies são herbáceas perenes. Estas plantas de cheiro aromático contêm uma grande quantidade de óleo essencial. Os nós, muitas vezes fortemente inchados, colapsam quando secam. As folhas são oposta e dividas em pecíolo e lâmina foliar. Os dois pecíolos opostos estão geralmente fundidos na sua base. As lâminas simples das folhas têm veias pinadas e margens serrilhadas ou entalhadas. As relativamente pequenas estípulas são mais ou menos amplamente alargadas.
- Folhas: perenes, conduplicadas, simples, pininérvias, secundariamente broquidódromas a eucamptódromas ou semicraspedódromas, dentadas, decussadas, glabras ou com tricomas glandulares, uni-a multisseriados, pecíolos mais ou menos presos à base, formando uma bainha diferenciada ao longo do caule, estípulas presentes, interpeciolares, na borda da bainha. Estômatos somente na epiderme inferior das folhas (parte abaxial), laterocíticos, paracíticos, enciclocíticos, às vezes anficíclicos, actinocíclicos ou tendentes a anomocíticos.
- Caules: com xilema sem vasos na Sarcandra; nós uni- ou trilacunares; caule primário com cilindro vascular; madeira macia.
- Inflorescências: axilares ou terminais, geralmente simples, em capítulo, espiga, racemo, tirso ou panícula.
- Plantas: dioicas ou monoicas, com flores unissexuadas ou hermafroditas.
- As flores estão frequentemente dispostas em panícula ramificada, espiga ou em forma de inflorescência capitada. As flors relativamente pequenas são hermafroditas ou unissexuais. Se as flores forem unissexuais, a espécie é dióica (dioecia).
- Flores: pequenas, zigomorfas, androceu preso a um lado do ovário, perianto ausente ou um cálice trímero, basalmente preso, epígino ou hemiepígino, univerticilado; (0-)2(-3) brácteas inferiores. Flores masculinas (Ascarina, Hedyosmum) com 1-3(-5) estames; anteras tetrasporangiadas, lineares a oblongas, longitudinalmente deiscentes, conectivo frequentemente expandido. Flores hermafroditas (Chloranthus, Sarcandra) com o androceu preso ao ovário, às vezes envolvendo-o e formando uma massa carnosa; anteras 1-3, em distintas disposições complexas, deiscência introrsa, longitudinal. Carpelo 1, estilete curto, estigma séssil, truncado, deprimido, subcapitado, linear ou clavado, húmido ou seco; óvulo 1, ortótropo, pêndulo, bitegumentado, crassinucelado.
- As pétalas estão frequentemente ausentes e, por vezes, presentes nas flores femininas, substituídas três pequenas brácteas em forma de taça fundidas ao ovário. As flores hermafroditas contêm um ou três estames inseridos num dos lados do ovário. As flores masculinas geralmente contêm apenas um estame. As anteras abrem-se por uma fenda longitudinal. As flores hermafroditas e femininas contêm apenas um carpelo subigual. O carpelo contém apenas um óvulo pendular e ortotrópico. Existe, no máximo, um estilete curto.
- Os frutos em baga com endotesta seminal dura ou em drupa com endocarpo pétreo, frágil, às vezes similar a uma noz, ovóides a esféricos, semelhantes a frutos de caroço, têm um exocarpo mais ou menos carnudo e um endocarpo duro. As sementes possuem perisperma, endosperma oleoso e um embrião relativamente pequeno.
- Sementes: com endosperma abundante, oleoso e amiláceo, embrião pequeno, 2 cotilédones pequenos.
- Pólen: globular a oblato, aperturado ou inaperturado, de superfície reticulada e geralmente verrucosa, poliforado (Sarcandra), 4-6-colpado (Chloranthus), monossulcado (Ascarina) ou 5-6-tomossulcado (Hedyosmum), tectado-perforado a semitectado, columelas bem desenvolvidas, exina fina a muito grossa.
- Número cromossômico: n = 8, 14, 15, 30, 2n = 26, 28, 30, 60, 90; x = 7 u 8.

### Fitoquímica
Grande presença de óleos essenciais em idioblastos, lactonas sesquiterpênicas (do tipo germanacrólido, eudesmanólido), derivados O- e C-glicosílados de flavonas e flavonóis comuns, cumarina e N-(feniletil)-cinamoil-amidas presentes. Proantocianidinas ausentes.

### Distribuição e ecologia
As Chloranthaceae são um clã muito antigo, com fósseis registados desde o Cretáceo Inferior, o que se reflete na sua distribuição. A família  tem uma área de distribuição natural do tipo disjunção, com habitat nas florestas dos trópicos e subtrópicos, com exceção do continente africano, onde está ausente.
As espécies do grupo ocorrem nas florestas húmidas desde as altitudes mais baixas até o alto das montanhas. As espécies de Hedyosmum e Ascarina apresentam aparentemente polinização anemófila, por possuírem flores sem cheiro e apresentarem uma longa inflorescência masculina com anteras grandes e estigmas grandes e húmidos.
As espécies de Chloranthus e Sarcandra, pelo contrário, com flores geralmente perfumadas, hermafroditas e de anteras pequenas, com estigmas pequenos e secos, são provavelmente entomófilas. Os frutos parecem apresentar dispersão biológica por aves (ornitocoria).

## Taxonomia e filogenia
O nome da família Chloranthaceae foi estabelecido em 1820 pelo botânico britânico Robert Brown em John Sims: Botanical Magazine, Volume 48, com a estampa 2190. O género tipo é Chloranthus Sw..
A posição sistemática desta família tem sido objeto de muita controvérsia ao longo do último século. Em classificações mais antigas, de base morfológica, a família foi sucessivamente colocada nas ordens Piperales, Magnoliales ou Laurales, Contudo, do ponto de vista morfológico, a maioria dos autores considera que a maior relação, caso exista, parece ocorrer com Trimeniaceae, baseado em várias características. 
Por outro lado, considera-se que os géneros Sarcandra e Chloranthus estão evolutivamente mais relacionadas entre si morfologicamente que com os outras dois géneros, que, por sua vez, formariam um outro par evolutivamente relacionado. Entretanto, as análises moleculares apontam uma relação do tipo (Hedyosmum(Ascarina(Chloranthus, Sarcandra))). 
Mais recentemente, o APW (Angiosperm Phylogeny Website), e por consequência o sistema APG IV, considera que Chloranthaceae deve ser tratada como a única família da ordem monotípica Chloranthales. O estatuto de Chloranthales como uma ordem independente é apoiado tanto pela genética molecular quanto pela morfologia. O grupo relacionado mais próximo não é claro. Poderia tanto ser as magnoliídeas como o grupo que consiste em monocotiledóneas, ceratofiláceas e eudicotiledóneas. Em consequência, as Chloranthaceae são colocadas numa politomia com estes dois grupos pelo Angiosperm Phylogeny Group no sistema APG IV de 2016.

### Filogenia
As Chloranthaceae foram reconhecidas como uma família na maioria das classificações, mas sem parentesco claro. Os estudos de sistemática molecular mostraram que não está intimamente relacionada com nenhuma outra família e está entre as linhagens mais basais das angiospérmicas, representando uma das primeiras linhagens que divergiu do ancestral comum das plantas com flor. Em particular, não é nem uma eudicotiledónea nem uma monocotiledónea. Os fósseis atribuídos a Chloranthaceae, ou intimamente relacionados com a família, estão entre as mais antigas angiospérmicas conhecidas.
O sistema APG II (2003) deixou a família sem ordem atribuída (em incertae sedis), mas o sistema APG III (2009) aceitou Chloranthales, contendo apenas esta família. O cladograma abaixo, basedo no sistema APG IV (2016), mostra os Chloranthales numa tricotomia com as magnoliídeas e o clade das monocotiledóneas-Ceratophyllales-dicotiledóneas.
Anteriormente, a ordem foi agrupada com as magnoliídeas, mas estudos efectuados em 2014 não apoiaram esta colocação, deixando a sua filogenia pouco clara.  A 2021 study sequenced the Chloranthus genome and found Chloranthales as sister to magnoliids.
|  | magnoliids    |
|  |               |
|  | Chloranthales |
|  |               |

|  | monocots                                                     |
|  |                                                              |
|  | \| \| Ceratophyllales \| \| \| \| \| \| eudicots \| \| \| \| |
|  |                                                              |
|  | Ceratophyllales                                              |
|  |                                                              |
|  | eudicots                                                     |
|  |                                                              |

|  | Ceratophyllales |
|  |                 |
|  | eudicots        |
|  |                 |

|  | magnoliids    |
|  |               |
|  | Chloranthales |
|  |               |

|  | monocots                                                     |
|  |                                                              |
|  | \| \| Ceratophyllales \| \| \| \| \| \| eudicots \| \| \| \| |
|  |                                                              |
|  | Ceratophyllales                                              |
|  |                                                              |
|  | eudicots                                                     |
|  |                                                              |

|  | Ceratophyllales |
|  |                 |
|  | eudicots        |
|  |                 |

|  | magnoliids    |
|  |               |
|  | Chloranthales |
|  |               |

|  | monocots                                                     |
|  |                                                              |
|  | \| \| Ceratophyllales \| \| \| \| \| \| eudicots \| \| \| \| |
|  |                                                              |
|  | Ceratophyllales                                              |
|  |                                                              |
|  | eudicots                                                     |
|  |                                                              |

|  | Ceratophyllales |
|  |                 |
|  | eudicots        |
|  |                 |

|  | magnoliids    |
|  |               |
|  | Chloranthales |
|  |               |

|  | monocots                                                     |
|  |                                                              |
|  | \| \| Ceratophyllales \| \| \| \| \| \| eudicots \| \| \| \| |
|  |                                                              |
|  | Ceratophyllales                                              |
|  |                                                              |
|  | eudicots                                                     |
|  |                                                              |

|  | Ceratophyllales |
|  |                 |
|  | eudicots        |
|  |                 |

|  | magnoliids    |
|  |               |
|  | Chloranthales |
|  |               |

|  | monocots                                                     |
|  |                                                              |
|  | \| \| Ceratophyllales \| \| \| \| \| \| eudicots \| \| \| \| |
|  |                                                              |
|  | Ceratophyllales                                              |
|  |                                                              |
|  | eudicots                                                     |
|  |                                                              |

|  | Ceratophyllales |
|  |                 |
|  | eudicots        |
|  |                 |

|  | magnoliids    |
|  |               |
|  | Chloranthales |
|  |               |

|  | monocots                                                     |
|  |                                                              |
|  | \| \| Ceratophyllales \| \| \| \| \| \| eudicots \| \| \| \| |
|  |                                                              |
|  | Ceratophyllales                                              |
|  |                                                              |
|  | eudicots                                                     |
|  |                                                              |

|  | Ceratophyllales |
|  |                 |
|  | eudicots        |
|  |                 |

|  | magnoliids    |
|  |               |
|  | Chloranthales |
|  |               |

|  | monocots                                                     |
|  |                                                              |
|  | \| \| Ceratophyllales \| \| \| \| \| \| eudicots \| \| \| \| |
|  |                                                              |
|  | Ceratophyllales                                              |
|  |                                                              |
|  | eudicots                                                     |
|  |                                                              |

|  | Ceratophyllales |
|  |                 |
|  | eudicots        |
|  |                 |

|  | magnoliids    |
|  |               |
|  | Chloranthales |
|  |               |

|  | monocots                                                     |
|  |                                                              |
|  | \| \| Ceratophyllales \| \| \| \| \| \| eudicots \| \| \| \| |
|  |                                                              |
|  | Ceratophyllales                                              |
|  |                                                              |
|  | eudicots                                                     |
|  |                                                              |

|  | Ceratophyllales |
|  |                 |
|  | eudicots        |
|  |                 |

|  | magnoliids    |
|  |               |
|  | Chloranthales |
|  |               |

|  | monocots                                                     |
|  |                                                              |
|  | \| \| Ceratophyllales \| \| \| \| \| \| eudicots \| \| \| \| |
|  |                                                              |
|  | Ceratophyllales                                              |
|  |                                                              |
|  | eudicots                                                     |
|  |                                                              |

|  | Ceratophyllales |
|  |                 |
|  | eudicots        |
|  |                 |

|  | magnoliids    |
|  |               |
|  | Chloranthales |
|  |               |

|  | monocots                                                     |
|  |                                                              |
|  | \| \| Ceratophyllales \| \| \| \| \| \| eudicots \| \| \| \| |
|  |                                                              |
|  | Ceratophyllales                                              |
|  |                                                              |
|  | eudicots                                                     |
|  |                                                              |

|  | Ceratophyllales |
|  |                 |
|  | eudicots        |
|  |                 |

|  | magnoliids    |
|  |               |
|  | Chloranthales |
|  |               |

|  | monocots                                                     |
|  |                                                              |
|  | \| \| Ceratophyllales \| \| \| \| \| \| eudicots \| \| \| \| |
|  |                                                              |
|  | Ceratophyllales                                              |
|  |                                                              |
|  | eudicots                                                     |
|  |                                                              |

|  | Ceratophyllales |
|  |                 |
|  | eudicots        |
|  |                 |

|  | magnoliids    |
|  |               |
|  | Chloranthales |
|  |               |

|  | monocots                                                     |
|  |                                                              |
|  | \| \| Ceratophyllales \| \| \| \| \| \| eudicots \| \| \| \| |
|  |                                                              |
|  | Ceratophyllales                                              |
|  |                                                              |
|  | eudicots                                                     |
|  |                                                              |

|  | Ceratophyllales |
|  |                 |
|  | eudicots        |
|  |                 |

|  | magnoliids    |
|  |               |
|  | Chloranthales |
|  |               |

|  | monocots                                                     |
|  |                                                              |
|  | \| \| Ceratophyllales \| \| \| \| \| \| eudicots \| \| \| \| |
|  |                                                              |
|  | Ceratophyllales                                              |
|  |                                                              |
|  | eudicots                                                     |
|  |                                                              |

|  | Ceratophyllales |
|  |                 |
|  | eudicots        |
|  |                 |

|  | magnoliids    |
|  |               |
|  | Chloranthales |
|  |               |

|  | monocots                                                     |
|  |                                                              |
|  | \| \| Ceratophyllales \| \| \| \| \| \| eudicots \| \| \| \| |
|  |                                                              |
|  | Ceratophyllales                                              |
|  |                                                              |
|  | eudicots                                                     |
|  |                                                              |

|  | Ceratophyllales |
|  |                 |
|  | eudicots        |
|  |                 |

|  | magnoliids    |
|  |               |
|  | Chloranthales |
|  |               |

|  | monocots                                                     |
|  |                                                              |
|  | \| \| Ceratophyllales \| \| \| \| \| \| eudicots \| \| \| \| |
|  |                                                              |
|  | Ceratophyllales                                              |
|  |                                                              |
|  | eudicots                                                     |
|  |                                                              |

|  | Ceratophyllales |
|  |                 |
|  | eudicots        |
|  |                 |

|  | magnoliids    |
|  |               |
|  | Chloranthales |
|  |               |

|  | monocots                                                     |
|  |                                                              |
|  | \| \| Ceratophyllales \| \| \| \| \| \| eudicots \| \| \| \| |
|  |                                                              |
|  | Ceratophyllales                                              |
|  |                                                              |
|  | eudicots                                                     |
|  |                                                              |

|  | Ceratophyllales |
|  |                 |
|  | eudicots        |
|  |                 |

Um estudo de 2004, baseado em comparações de fragmentos de ADN homólogos, indicou que tanto a família Chloranthaceae como os géneros extantes Ascarina, Chloranthus, Hedyosmum e Sarcandra são provavelmente monofiléticos, com Hedyosmum sendo o primeiro a divergir dos demais, e Ascarina sendo o grupo irmão do clado composto por Sarcandra e Chloranthus. Estes quatro géneros exyantes são reconhecidos e as suas relações filogenéticas são as constntes do seguinte cladograma:
|  | \| \| Chloranthus \| \| \| \| \| \| Sarcandra \| \| \| \| |
|  |                                                           |
|  | Ascarina                                                  |
|  |                                                           |
|  | Chloranthus                                               |
|  |                                                           |
|  | Sarcandra                                                 |
|  |                                                           |

|  | Chloranthus |
|  |             |
|  | Sarcandra   |
|  |             |

|  | \| \| Chloranthus \| \| \| \| \| \| Sarcandra \| \| \| \| |
|  |                                                           |
|  | Ascarina                                                  |
|  |                                                           |
|  | Chloranthus                                               |
|  |                                                           |
|  | Sarcandra                                                 |
|  |                                                           |

|  | Chloranthus |
|  |             |
|  | Sarcandra   |
|  |             |

|  | \| \| Chloranthus \| \| \| \| \| \| Sarcandra \| \| \| \| |
|  |                                                           |
|  | Ascarina                                                  |
|  |                                                           |
|  | Chloranthus                                               |
|  |                                                           |
|  | Sarcandra                                                 |
|  |                                                           |

|  | Chloranthus |
|  |             |
|  | Sarcandra   |
|  |             |

|  | \| \| Chloranthus \| \| \| \| \| \| Sarcandra \| \| \| \| |
|  |                                                           |
|  | Ascarina                                                  |
|  |                                                           |
|  | Chloranthus                                               |
|  |                                                           |
|  | Sarcandra                                                 |
|  |                                                           |

|  | Chloranthus |
|  |             |
|  | Sarcandra   |
|  |             |

O género extinto Chloranthistemon também pertence a esta família.

### Taxonomia e distribuição
Os quatro géneros da família  Chloranthaceae, com 70-80 espécies, são os seguintes:
- Ascarina J.R.Forst. & G.Forst. (sin.: Ascarinopsis Humbert & Capuron): cerca de 19 espécies distribuídas da Malésia à Polinésia e à Nova Zelândia e uma espécie (Ascarina coursii (Humbert & Capuron) J.-F.Leroy & Jérémie) em Madagáscar.
- Chloranthus Sw. (sin.: Cryphaea Buch.-Ham., Nigrina Thunb., Tricercandra A.Gray): cerca de 17 espécies distribuídas da Ásia temperada à Ásia tropical (Indomalásia e Ásia Oriental). 13 espécies ocorrem na China, nove das quais apenas naquela região.
- Hedyosmum Sw.: cerca de 41 espécies nos Neotrópicos e Sudeste Asiático.
- Sarcandra Gardner: cerca de três espécies, desde a Índia até ao Sudeste Asiático.

As características morfológicas distintivas dos géneros são as seguintes:
- Flores hermafroditas. Conectivo expandido. Pólen poliforado ou 4-6-colpado. Estigmas lisos, úmidos. Geralmente ervas, arbustos ou subarbustos.
  - Arbustos. Caules com xilema sem vasos. Estame 1, claviforme. Pólen poliforado.

Sarcandra Gardner, 1846
Malásia, China, Indochina, Japão, Índia, Sri Lanka. 4 espécies.
- Ervas ou subarbustos. Caules com vasos na xilema. Estames 3, presos em uma escama trilobulada. Pólen 4-6-colpado.

Chloranthus Sw., 1787
Ásia; 20 espécies.
- Flores unissexuadas. Conectivo não expandido. Pólen monossulcado ou 5-6-tomossulcado. Estigmas papilosos, secos. Geralmente arbustos ou árvores, raramente ervas.
  - Flores masculinas com brácteas. Estames 1-5. Flores femininas nuas. Fruto em baga de aspecto drupáceo.

Ascarina J.R. Forster & G. Forster, 1775
Ilhas do Pacífico, desde Nova Zelândia e o arquipélago das Marquesas até Bornéu, e Madagáscar; 12 espécies.
- Flores masculinas sem brácteas. Estame 1. Flores femininas com perianto trilobulado. Fruto em drupa.

Hedyosmum Sw., 1788
Américas central e do sul, Caribe, 43 espécies; sudeste da Ásia, 1 espécie.
| Imagem | Nome científico                  | Distribuição | Descrição |
| ------ | -------------------------------- | --- | --- |
|        | Sarcandra Gardner                | 3 espécies. Ocorre da China e da Índia até à Malésia (Malásia, China, Indochina, Japão, Índia e Sri Lanka).                                                                                                   | São arbustos cuja madeira carece de vasos. Possuem flores bissexuais, com apenas um estame, em forma de clava, em que o tecido conjuntivo (entre os lóbulos das anteras que produzem o pólen) é largo, e com um estigma liso e húmido.                                                                                      |
|        | Chloranthus Sw.                  | 17 espécies. Ásia temperada e tropical, Malésia. | As espécies são arbustos anões ou plantas herbáceas, com xilema que contém vasos. As flores são bissexuais, cada uma com três estames em filamentos rectos, com três lóbulos de antera e conectivo largo, com um estigma liso e húmido.                                                                                     |
|        | Ascarina J.R.Forster & G.Forster | 12 espécies. Ocorre em Madagáscar, Malésia e Nova Zelândia até ao Pacífico (ocorre nas ilhas do Pacífico e do Sudeste Asiático insular, desde a Nova Zelândia e as Marquesas até ao Bornéu, e em Madagáscar). | Flores masculinas e femininas separadas. As flores masculinas são subtendidas por duas brácteas e apresentam entre um e cinco estames, nos quais o conectivo não é alargado. A flor feminina não tem brácteas, o estigma é seco e coberto por papilas. O fruto é uma baga semelhante a uma drupa.                           |
|        | Hedyosmum Sw.                    | 43 espécies. Ocorre na América Latina, incluindo as Antilhas, bem como uma espécie encontrada no Sudeste Asiático.                                                                                            | Flores masculinas e femininas separadas. As flores masculinas não têm brácteas e têm um estame, em que o conectivo não é alargado. A flor feminina não tem brácteas; o estigma é seco e coberto por papilas. As flores femininas têm uma cálice com 3 lóbulos. O fruto, uma drupa, tem um carouço com casca dura e lenhosa. |

### Classificações históricas
O sistema de Cronquist (1981) atribuiu a família à ordem Piperales
na subclasse Magnoliidae
na classe Magnoliopsida (sin.: dicotiledóneas) 
da divisão Magnoliophyta (sin.: angiospermas).
O sistema Thorne (1992) colocou-o 
na ordem Magnoliales, que foi atribuída à superordem Magnolianae
na subclasse Magnoliideae (sin.: dicotiledóneas), 
na classe Magnoliopsida [=angiospermas].
O sistema Dahlgren elevou a família a ser 
a sua própria ordem Chloranthales, que foi atribuída
à superordem Magnolianae 
na subclasse Magnoliideae [=dicotyledons], 
na classe Magnoliopsida [=angiospermas].

### Registo fóssil
Foram identificados androceus fossilizados preservados do Albiano superior no leste da América do Norte e do Santoniano superior-Campaniano no sul da Suécia que foram atribuídos ao género fóssil Chloranthistemon, com características intermediárias entre Sarcandra e Chloranthus. 
As cutículas foliares de angiospermas do Cretáceo Inferior parecem corresponder a ancestrais das atuais Chloranthaceae. Também têm sido atribuído a esta família alguns dos pólens fossilizados mais antigos conhecidos (do Cretáceo Inferior), atribuídos aos géneros fósseis Clavatipollenites do Barremiano, Asteropollis e Stephanocolpites do Albiano (até 125 milhões de anos). A abundância de Clavatipollenites e Asteropollis no Cretáceo Inferior médio pode indicar que esses antepassados das Chloranthaceae foram as primeiros angiospermas anemófilas. O pólen de Asteropollis é atribuído a Hedyosmum.

## Usos
Algunas espécies produzem substâncias de uso na farmacopeia tradicional e moderna.